# Barang (Panggul)
Barang is een bestuurslaag in het regentschap Trenggalek van de provincie Oost-Java, Indonesië. Barang telt 2144 inwoners (volkstelling 2010).